# 碱性螺旋-环-螺旋
鹼性螺旋-環-螺旋（英語：basic Helix-Loop-Helix，简称为bHLH）是表征一种转录因子家族的蛋白質结构模体。
擁有此蛋白質結構域的蛋白質成為一個蛋白質家族，這些蛋白質大多可以調控轉錄作用。bHLH蛋白質常形成雙體(dimer)而後辨識DNA，並調控基因的轉錄。
它們參與許多重要的發育與生理功能，包含肌肉的發育、神經系統的分化、氣管生成、低氧感應、芳香感應、生物時鐘等。